# Ceratonereis obocki
Ceratonereis obocki är en ringmaskart som beskrevs av Gravier 1899. Ceratonereis obocki ingår i släktet Ceratonereis och familjen Nereididae. Inga underarter finns listade i Catalogue of Life.